# 하늘지기

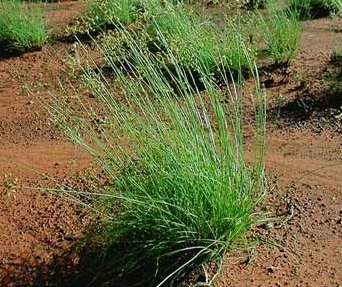

하늘지기(Fimbristylis dichotoma, forked fimbry, eight day grass)는 한해살이풀의 하나이다. 줄기의 높이는 20-60cm 정도이다. 잎은 실 모양으로 끝이 뾰족하며 마주나는데, 폭은 1.5-4㎜ 정도이고 잎집에는 털이 나 있다. 꽃은 다소 검은색을 떤 적황색의 양성화로, 8-9월경이 되면 줄기 꼭대기에 산형꽃차례를 이루면서 달리는데, 이들은 작은이삭으로 이루어져 있다. 씨방은 넓은 달걀 모양이며 황갈색인데 표면에는 그물코가 있다. 한편, 암술대와 씨방 사이에는 마디가 있으며, 암술대의 밑부분은 부풀어 있고 암술머리는 2개로 갈라져 있다. 주로 저지대의 습지에서 자란다.